# Mitridate Eupatore

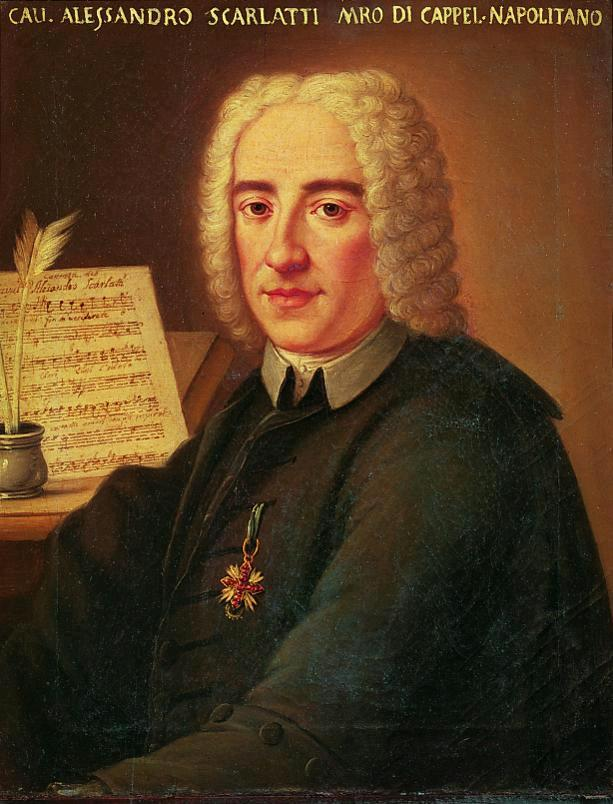
Alessandro Scarlatti

Il Mitridate Eupatore (Mithridate Eupator) est un opera seria en cinq actes du compositeur italien Alessandro Scarlatti sur un livret de Girolamo Frigimelica Roberti. Composé à la demande de Vincenzo Grimani pour son théâtre. Il est exécuté pour la première fois au Teatro San Giovanni Grisostomo, à Venise, le 5 janvier 1707, sous la direction de Scarlatti. 
Échec à sa création — sous doute attribuable à l'absence de personnages comiques, le public vénitien notoirement inconstant, préférait alors des opéras plus légers — Mitridate Eupatore est cependant considéré comme l'un des plus beaux opéras de Scarlatti depuis Edward Dent, qui considérait notamment l'aria de Laodicé, Cara tomba del mio diletto (« Chère tombe de mon bien-aimé [frère] ») de l'acte IV, « digne de Jean-Sébastien Bach à son meilleur »,. Deux reprises ont lieu : à Reggio d'Émilie, en 1713 et à Milan, le 15 février 1717, au Teatro Ducale ; mais un doute subsiste sur la musique associée qui n'est peut-être pas celle de Scarlatti.
Alors que l'opéra a été repris par Thomas Hengelbrock au festival d'Innsbruck en 1995 et à Beaune en 2017 (sous la direction de Thibault Noally), un enregistrement moderne est toujours attendu.

## Rôles
| Rôle | Type de voix | Création Fonte, 5 janvier 1707 direction, le compositeur |
| --- | ------------ | -------------------------------------------------------- |
| Mitridate, héritier légitime mais dépossédé du trône du Pont, déguisé en Eupatore, ambassadeur de Ptolémée, roi d'Égypte. Eupatore signifie « de noble naissance » | soprano      |                                                          |
| Stratonica mère de Mitridate, partie à l'assassinat de son mari et femme de Farnace                                                                                | soprano      |                                                          |
| Laodice sœur de Mitridate, mariée contre sa volonté au paysan Nicomède                                                                                             | soprano      |                                                          |
| Nicomede Paysan du pont, de naissance noble et au grand cœur, marié à Laodice, mais sans jamais essayer de consommer leur mariage                                  | soprano      |                                                          |
| Issicratea épouse de Mitridate, déguisée en Antigone, deuxième ambassadeur du roi d'Égypte                                                                         | contralto    |                                                          |
| Farnace ancien amant de Stratonica et maintenant son mari, usurpateur du trône du Pont                                                                             | ténor        |                                                          |
| Pelopida ministre et confident de Farnace | contralto    |                                                          |
| Muets : Mitridate Evergète, Stratonica premier mari; Ptolémée, Roi d'Égypte, et Mitridate et de Laodice ami ; Cléopâtre, la sœur de Ptolémée                       |              |                                                          |

## Synopsis
Dans l'ancien royaume du Pont, Farnace s'est emparé du trône, tuant le roi et épousant sa femme, Stratonica. La fille du roi assassiné, Laodice, a été mariée au noble déchu, Nicomède, maintenant réduit à travailler comme vacher, tandis que son frère, Mitridate Eupatore s'est réfugié en Egypte. Mitridate et sa femme, Issicratea, arrivent à la cour du Pont, déguisés en ambassadeurs Égyptiens. Ils promettent la tête de Mitridate au roi et à la reine usurpateurs, en échange de la paix entre l'Egypte et le Pont. La mère de Mitridate consent à la mort de son propre fils. Mitridate rencontre sa sœur Laodice et révèle sa véritable identité. Mitridate et Issicratea assassinent Farnace et Stratonica ; puis Nicomede annonce au peuple le retour de leur roi légitime.

## Enregistrements
- Joan Sutherland (Laodice) ; Monica Sinclair (Tratonica) ; John Cameron (Mitridade Eupatore) ; Catherine Lawson (Issicratea) ; Bruce Boyce (Farnace) ; Duncan Robertson (Pelopila) ; Edward Byles (Nicodeme) ; Chœur de la BBC ; Kalmar Chamber Orchestra of London, dir. Edmund Appia (sur le vif pour BBC3, 16 août 1957[6], LP Unique Opera Records UORC-271 / extr. CD Désirée Records)[7],[8] (OCLC 913138959 et 913778618) — dans une version reconstituée par Giuseppe Piccioli en trois actes.
- Janine Micheau (Laodice) ; Janine Capderou (Stratonica) ; Colette Salvetti (Issicratea) ; Henri Gui (Eupatore) ; André Vessières (Farnace) ; Michel Caron (Pelopida) ; Bernard Demigny (Nicomède) ; Orchestre de chambre de l'ORTF dirigé par Pierre Capdevielle, 1967 — version de G. Piccioli en trois actes : voir liens externes.
- Con eco d'amore, arias extraites de cantates et d'opéras. Il Mitridate Eupatore : Récitatif, O vane speme!, Aria, Cara tomba del mio diletto ; Esci omai ; Dolce stimolo al tuo bel cor - Elizabeth Watts, soprano ; The English Concert, dir. Laurence Cummings (novembre 2014, SACD Harmonia Mundi HMU 807574) (OCLC 946318728) — avec des arias extraites de Griselda, Tigrane, La Statira, Scipione nelle Spagne...

## Manuscrit
- Bruxelles

## Sources
- (en) Edward J. Dent, Alessandro Scarlatti : his life and works, Londres, E. Arnold, 1960 (1re éd. 1905), 259 p. (lire en ligne), p. 107–112
- (en) The Viking Opera Guide éd. Holden (Viking, 1993)
- Piotr Kaminski, Mille et un opéras, Fayard, coll. « Les indispensables de la musique », 2003, 1819 p. (ISBN 978-2-213-60017-8, OCLC 417460276, BNF 39099667), p. 1381–1383.
- Gherardo Casaglia, Almanac, 2005
- (it) Marina Vaccarini, Mitridate Eupatore, dans Gelli, Piero & Poletti, Filippo (éds.), Dizionario dell'opera 2008, Milan, Baldini Castoldi Dalai, p. 1168–1169,  (ISBN 978-88-6073-184-5) [lire en ligne] sur Opera Manager
- Mitridate Eupatore sur opéra baroque.fr